# インドヒョウ
インドヒョウ (Panthera pardus fusca）は、インド亜大陸に生息するヒョウの亜種である。

## 形態
体長は、オス140-180cm、メス120cmほどで、尾長はオス95cm-110cm、メス70-83cmほど。 体重は50-100kg。 

## 生息地と範囲
- インドにおいては広範囲に生息しており、特にブータン国境付近・バングラデシュ国境付近・中国南部との国境付近に多く生息している。
- インド国内においては、ライオン、トラ、クマ、オオカミ、ドールなどの他の肉食動物とテリトリーが重なっている場合も多い。
- インドにおいては肉食動物であるドールなどもヒョウに捕食されている情報もあり、また人間の村で飼われている飼い犬がヒョウに襲われて捕食された情報もある。

## 保護
- インドヒョウは密猟とその生息地である密林等の伐採や開拓によって生息地の減少があり、その数も減少している。ヒョウと人間との生息地域が年々近づきヒョウの生息範囲を脅かしている影響で、人間の村などに獲物を求めて訪れることも多くなり、家畜などを襲い、人間との対立が増えている。保護活動も少しずつ進み増加傾向になってきている。
- 1950年代後半にネパール・カトマンズ市内においてユキヒョウが現れ、夜中に歩いている人を襲ったという情報もあるが、それはヒョウだったかも知れない[1]。これはネパールの山を下ればヒョウが生息していることと、ユキヒョウの生息地付近までがヒョウの生息地域であることから判る 。
- 人間たちは罠を作り、インドヒョウを捕獲して、人間の村や町から遠く離れた生息地にヒョウをリリースするなど、単に殺すのではなく保護しながら、人間との争いにならないように保護活動を行っている。
- 最近の情報では、2007年1月7日にインド西部グジャラート州においてヒョウが民家に現れて、住民の通報の元、警察と野生動物保護組織の職員がヒョウを捕獲し、無事救出したニュースがある。インドヒョウの市街区に現れるニュースは時々報道されている[2]。
- インド西部の森林管理隊員は、捕獲するために、従来の落とし穴による方法ではなく、ヤギやニワトリの鳴き声を着信音として設定した携帯電話の着信音を鳴らしつづけることで音に誘い出された檻に閉じ込めるという方法で、2007年5月から開始して1か月で5匹のヒョウを捕獲し、村に忍び込んできていた個体を森林地帯へ放すことに成功した[3]。

- インド北部のジャンムー・カシミール州(カシミール)地域においては、別亜種とされているPanthera pardus millardiの生息がある。
- またネパールとの国境付近は、別亜種とされているPanthera pardus pernigraの生息がある。

## 参考資料
en:Indian_Leopard(15:46,19 Nov 2007) を翻訳。 

## 外部サイト
- 携帯電話の着信音が野生ヒョウ保護の強い味方に